# 内堀夏緒
内堀 夏緒（うちぼり かお、2009年〈平成21年〉7月15日 - ）は、日本の女性YouTuber、TikToker、インフルエンサー、女優、元子役。VAZ所属、女子小中高生向けYouTubeチャンネル「めるぷち」のメンバー。
父は俳優の内堀克利。

## 略歴
幼少期より芸能事務所のクラージュキッズに所属し、テレビドラマ『レッドアイズ 監視捜査班』や『ボイスⅡ 110緊急指令室』などに出演した。
2024年（令和6年）2月18日、『めるぷちオーディション2024』に合格。3月31日、イオンレイクタウン kazeで開催された『めるぷち 入学式2024』でめるぷちの6期生としてお披露目された。
2025年（令和7年）1月17日より上演された朗読劇『星の王子さま』に花役で出演した。

## 人物
- 愛称は、かおかお[11]。
- 特技は、殺陣、書道、演技、ピアノ、水泳、人を幸せにすること[1]。
- 趣味は、アニメ鑑賞、メイク研究、睡眠、食べること、妄想や想像[1]。

## 出演

### 舞台
- B.L.A.D.E 1（2014年、吉祥寺STAR PINE’S CAFE）[1]
- B.L.A.D.E 2（2015年、吉祥寺STAR PINE’S CAFE）[1]
- 今、一太刀～赤穂浪人傳～（2016年）[1]
- 天下吹舞（2018年）[1]
- B.L.A.D.E.8（2023年10月1日、吉祥寺STAR PINE’S CAFE）[12]
- 昏の将星 朱の罪人（2024年）[1]
- 星の王子さま（2025年1月17日 - 19日、博品館劇場） - 花 役[9][10]

### テレビドラマ
- レッドアイズ 監視捜査班 第4話（2021年2月13日、土曜ドラマ）[13]
- ボイスⅡ 110緊急指令室 最終話（2021年9月25日、土曜ドラマ）[14]

### ウェブドラマ
- CUL DRAMA（YouTube）[1]

### その他
- NTTコミュニケーションズ[2]
- 大日本図書 小6 算数・理科（2021年）[1]